# Соммарива, Ганнибал фон
Маркиз Ганнибал фон Соммарива (итал. Annibale di Sommariva, нем. Hannibal von Sommariva; 10 марта 1755, Лоди — 10 июля 1829, Вена) — австрийский генерал кавалерии итальянского происхождения.

## Биография
Ганнибал (Аннибале) ди Соммарива происходил из старинной ломбардской аристократической семьи. Он получил образование в Дворянском колледже (итал. Collegio dei Nobili) в Милане, после чего, в 1771 году поступил на службу в уланский полк, начав свою военную карьеру. Участвовал в походе против Пруссии в 1778 году, а в 1787—1789 годах — в войне против Турции. В войне Первой коалиции против революционной Франции он отличился, и в 1796 году стал полковником и командиром 8-го уланского полка.
За свои действия в сражении при Маньяно в 1799 году он был награждён рыцарским крестом ордена Марии Терезии и повышен в чине до генерал-майора. В 1800 году стал генерал-губернатором тосканских провинций, только что ненадолго отвоёванных австрийцами и Суворовым у Франции.
В 1801 и 1805 маркиз ди Соммарива воевал с французами в Италии, а в 1807 году стал фельдмаршал-лейтенантом и военным комендантом Троппау. В 1809 году командовал дивизией в очередной войне с Францией и участвовал в битве при Экмюле. Следующие несколько мирных лет находился в Моравии и Венгрии, в 1814 году в составе армии вернулся во вновь перешедший к австрийцам Милан. Австрийское правительство уполномочило его отправиться в качестве эмиссара к популярному в городе лидеру профранцузской партии, Мельци Д’Эрилю, однако последний отказался его принять.
В 1817 году Аннибале ди Соммарива был произведён в генералы от кавалерии.
Особой наградой и выражением монаршего благоволения стало последовавшее в 1825 году назначение почётным капитаном драбантской лейб-гвардии. С 1806 года маркиз Соммарива был шефом 5-го кирасирского полка. Был награждён австрийским орденом Железной короны (1816) и российским орденом Святого Александра Невского. Похоронен на Центральном кладбище в Вене, могила сохранилась.
Портрет Соммаривы, приведённый в начале статьи, выполнил австрийский художник Леопольд Купельвизер.

## Некоторые награды
- рыцарь Военного ордена Марии Терезии (1799)
- Орден Железной короны (1816)
- Орден Святого Александра Невского ( Российская империя)